# Чжао Чжихун
Чжао Чжихун (5 сентября 1972 — 30 июля 2019) — китайский серийный убийца, также известный как «Улыбающийся убийца» и «Демон», который признался, что в период с 1996 года по 2005 год совершил в общей сложности около 20 тяжких и особо тяжких преступлений, в том числе изнасиловал и убил с особой жестокостью по меньшей мере 6 женщин в округах Уланчаб и Хух-Хото, (Внутренняя Монголия, КНР). Казнён по приговору суда.

## Биография

### Ранние годы
Чжао Чжихун родился 5 сентября 1972 года в деревне Юнсин, уезд Лянчэн, Внутренняя Монголия, КНР. После окончания школы работал на низкоквалифицированных работах, нигде надолго не задерживаясь. О более ранней биографии серийного убийцы ничего неизвестно. 

### Преступления
Чжао совершил первое убийство 9 апреля 1996 года, изнасиловав и задушив  в общественном туалете города Хух-Хото молодую работницу текстильной фабрики по фамилии Ян. Тело первой жертвы серийного убийцы по случайности обнаружил 18-летний китаец монгольского происхождения Ху Джилту, который был ошибочно обвинён в совершении этого преступления, под давлением следователей вынужден признаться и уже 23 мая 1996 года приговорён к смертной казни через расстрел. Приговор в отношении Ху Джилту был приведён в исполнение 10 июня 1996 года.
20 мая 2000 года Чжао Чжихун совершил второе изнасилование и убийство молодой девушки вновь в округе Хух-Хото, преступление долго оставалось нераскрытым. Преступник вновь не убивал до 2005 года. В 2005 году Чжао совершил четыре изнасилования и убийства девушек и женщин. Первые два, 2 и 7 января, еще одно 24 февраля. В то же самое время местные власти всерьез обеспокоились начавшимися серийными убийствами, назначив за информацию о личности и местонахождении убийцы награду в 200 000 юаней. В июле 2005 года он убил свою последнюю жертву.

### Арест, суд и казнь
В июне 2005 года  жительница деревни Тали, что в пригороде Хух-Хото, где Чжао совершил свои последние убийства по имени Юнь Вэнь, опознала серийного убийцу по предполагаемому фотороботу, однако она не знала его имени и места проживания, в ходе работы, которую провели местные следователи, им удалось установить личность преступника и его место работы, и уже 23 октября 2005 года он был задержан. 
Чжао Чжихун практически сразу начал давать показания, признавшись в совершении более чем 20 преступлений в период с 1996 по 2005 годы, в том числе 6 убийств, 10 изнасилований (два из которых были совершены убийцей в отношении несовершеннолетних), а также нескольких случаях грабежа, хищения и присвоения чужого имущества. Преступник также признал свою вину в совершении убийства работницы текстильной фабрики Ян в 1996 году, за которое был казнен невиновный
Из-за постоянно открывающихся новых обстоятельств преступлений Чжао Чжихуна суд над убийцей все время переносили. В то же самое время 15 декабря 2014 года, окружной суд Хух-Хото посмертно оправдал Ху Джиту, казненного за преступление Чжихуна, публично принеся извинения его родственникам и выплатив им в качестве компенсации 330 000 юаней.
Суд же над самим Чжао Чжихуном начался 5 января 2015 года и проходил в закрытом режиме. Всего серийного убийцу обвинили в совершении 21 преступления. Сам преступник выразил сожаления, что за его преступление был казнен невиновный человек, и принес извинения его родственниам в своем чистосердечном признании в зале суда. Тем не менее 9 февраля 2015 года окружной суд Хух-Хото признал 42-летнего Чжао Чжихуна виновным в совершении шести убийств, десяти изнасилований и по крайней мере одном случае грабежа, пожизненно лишил его гражданских прав и приговорил к смертной казни через расстрел. Кроме того, согласно приговору суда он обязан был выплатить штраф в размере 155 000 юаней (53 000 государству и 102 000 родственникам жертв).
Приговор в отношении Чжао Чжихуна был приведен в исполнение 30 июля 2019 года, перед казнью он отказался от полагающейся ему по закону возможности последнего свидания с родственниками.